# Новий Сухорос
Новий Сухорос (пол. Nowy Suchoros, нім. Neu Suchoroß, 1938-45: Auerswalde) — село в Польщі, у гміні Розоги Щиценського повіту Вармінсько-Мазурського воєводства.
У 1975-1998 роках село належало до Остроленцького воєводства.